# Clavicorona
Clavicorona Doty (świecznica) – rodzaj grzybów należący do rodziny goździeńcowatych (Clavariaceae).

## Systematyka i nazewnictwo
Pozycja w klasyfikacji według Index Fungorum: Clavariaceae, Agaricales, Agaricomycetidae, Agaricomycetes, Agaricomycotina, Basidiomycota, Fungi.
Takson utworzył w 1947 r. Maxwell Stanford Doty.
Józef Jundziłł nadał mu polską nazwę goździeniec, zaakceptowaną w 1888 r. przez Franciszka Błońskiego, w 1985 r. Barbara Gumińska i Władysław Wojewoda zmienili ją na świecznik, a w 2003 r. W. Wojewoda zarekomendował nazwę świecznica.
W Polsce występuje Clavicorona taxophila (Thom) Doty 1947. Dawniej zaliczany do tego rodzaju gatunek Clavicorona pyxidata (tzw. świecznik rozgałęziony) został przeniesiony do rodzaju Artomyces jako Artomyces pyxidatus.